# Theliopsyche melas
Theliopsyche melas är en nattsländeart som beskrevs av Edwards 1956. Theliopsyche melas ingår i släktet Theliopsyche och familjen kantrörsnattsländor. Inga underarter finns listade i Catalogue of Life.